# هربرت إس. لويس
هربرت إس. لويس (بالإنجليزية: Herbert S. Lewis)‏ هو عالم إنسان أمريكي، ولد في 8 مايو 1934.